# Доротея Саксонска (1563 – 1587)
Доротея Саксонска (на немски: Dorothea von Sachsen; * 4 октомври 1563, Дрезден; † 13 февруари 1587, Волфенбютел) от рода на Албертинските Ветини, е принцеса от Саксония и чрез женитба херцогиня на Брауншвайг-Люнебург и княгиня на Брауншвайг-Волфенбютел.

## Живот
Дъщеря е на курфюрст Август от Саксония (1526 – 1586) и първата му съпруга принцеса Анна Датска (1532 – 1585), дъщеря на крал Кристиан III от Дания (1503 – 1559) и Доротея фон Саксония-Лауенбург (1511 – 1571). Нейният по-голям брат е Кристиан I (1560 – 1591), курфюрст на Саксония.
На 26 септември 1585 г. Доротея се омъжва във Волфенбютел за Хайнрих Юлий фон Брауншвайг-Волфенбютел (1564 – 1613) от род Велфи, по-късно херцог на Брауншвайг-Волфенбютел. Той напуска преди това на 25 септември 1585 г. църковните си служби в Халберщат и епископия Минден.
Доротея умира през 1587 г. на 23 години при раждането на първото си дете. Хайнрих Юлий се жени през 1590 г. за принцеса Елизабет Датска.

## Деца
- Доротея Хедвиг (1587 – 1609), ∞ 1605 княз Рудолф фон Анхалт-Цербст (1576 – 1621)